# Amalaraeus dissimilis
Amalaraeus dissimilis är en loppart som först beskrevs av Jordan 1938.  Amalaraeus dissimilis ingår i släktet Amalaraeus och familjen fågelloppor.

## Underarter
Arten delas in i följande underarter:
- A. d. dissimilis
- A. d. angularis
- A. d. angulatus
- A. d. athabascae
- A. d. daghestanicus